# Shimotsuke (Tochigi)
Shimotsuke (wörtlich: „unteres Feld“; jap. 下野市 Shimotsuke-shi, deutsch ‚(kreisfreie) Stadt Shimotsuke‘) ist eine kreisfreie Stadt im Süden der japanischen Präfektur Tochigi (≈Provinz Shimotsuke).

## Geographie
Shimotsuke liegt nördlich von Oyama und südlich von Utsunomiya.

## Geschichte
Die Stadt Shimotsuke wurde am 10. Januar 2006 aus den ehemaligen Machi Minamikawachi (南河内町, -machi), Kokubunji (国分寺町, -machi) und Ishibashi (石橋町, -machi) gegründet.

## Politik

### Städtepartnerschaft
- Dietzhölztal, Deutschland

## Verkehr
- Zug:
  - JR Utsunomiya-Linie, nach Ueno oder Utsunomiya
- Straße:
  - Nationalstraße 4
  - Nationalstraße 352

## Weblinks

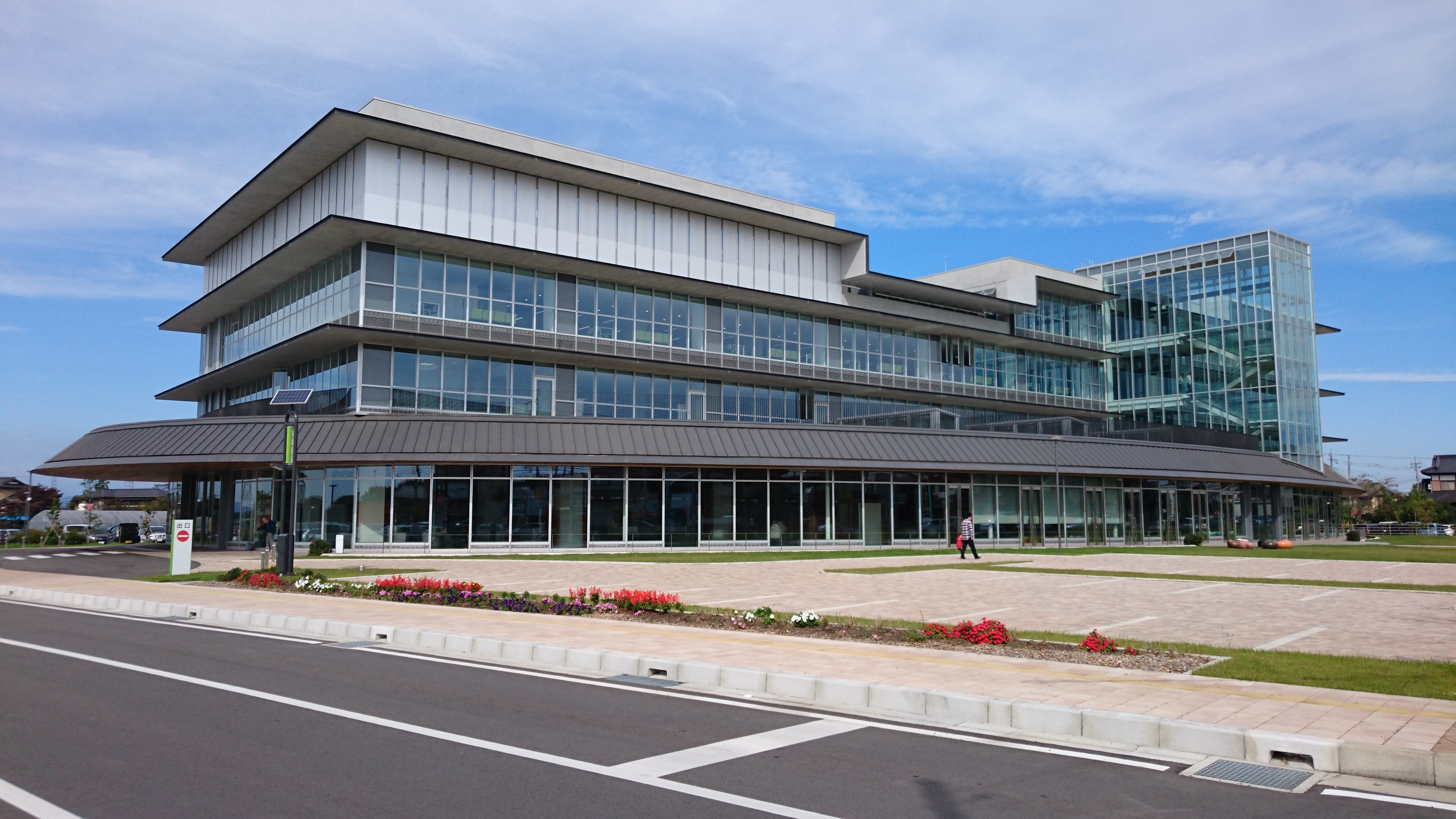
Rathaus von Shimotsuke

## Angrenzende Städte und Gemeinden
- Utsunomiya
- Oyama
- Tochigi

## Persönlichkeiten
- Kyowaan Hoshi (* 1997), Fußballspieler